# Mönchssittich

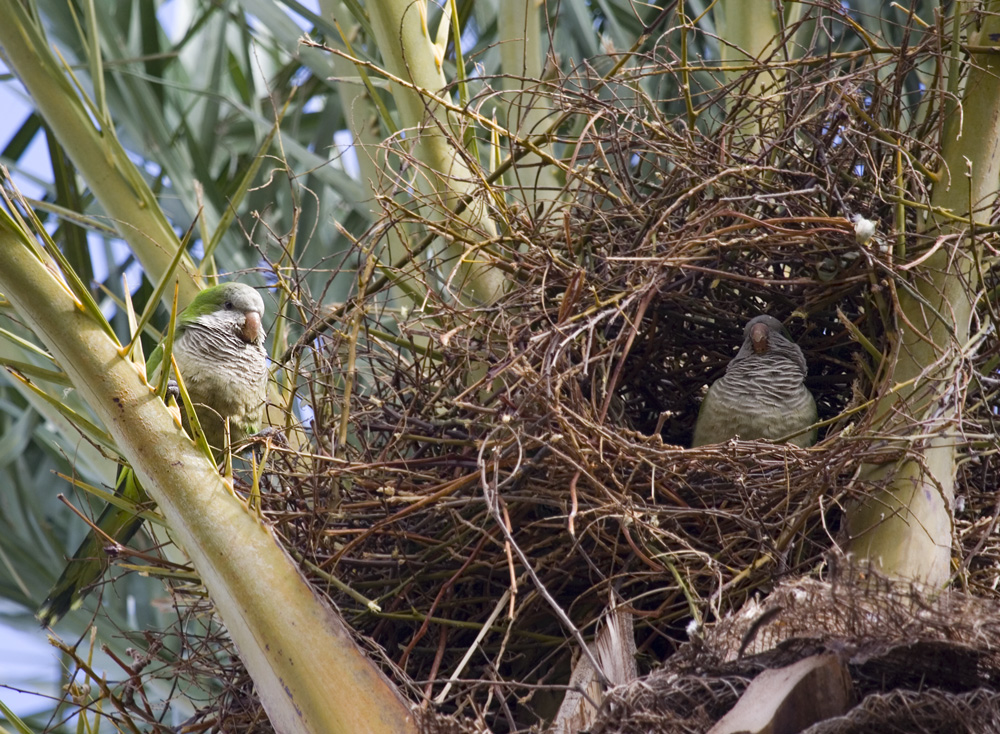
Auf einer Palme im Botanischen Garten in Cádiz (Spanien) brütendes Mönchssittichpärchen

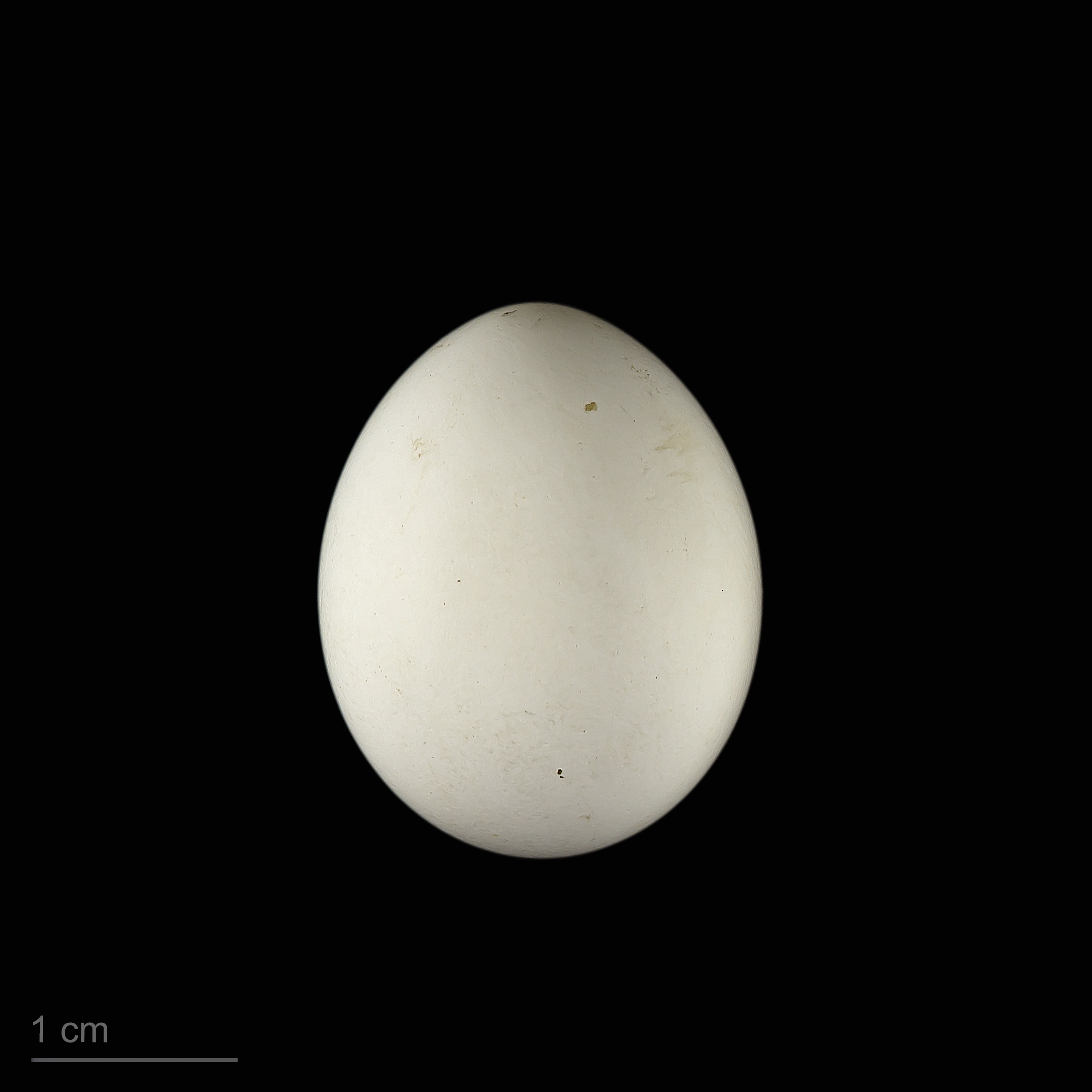
Ei des Mönchssittichs

Der Mönchssittich (Myiopsitta monachus) ist ein südamerikanischer Papagei aus der Familie der eigentlichen Papageien. Als einzige Papageienart baut er große Nester aus Zweigen. Mönchssittiche weisen neben Halsbandsittichen als Neozooen aus der Ordnung der Papageien die weiteste Verbreitung auf. Die Vögel erreichen ein Alter von etwa 20 bis 30 Jahren.

## Verbreitung
Der Mönchssittich ist in Südamerika beheimatet. Das natürliche Verbreitungsgebiet liegt in Argentinien, im südlichen Brasilien, in Uruguay, Bolivien und Paraguay. Darüber hinaus ist er in Chile, den USA und West- und Südeuropa (Großbritannien, Niederlande, Belgien, Frankreich, Deutschland, Portugal, Spanien, Italien und Griechenland) sowie in Israel als Neubürger (Neozoon) anzutreffen.

## Äußere Merkmale
Der Mönchssittich ist vorwiegend grün und hat den typischen langen Papageienschwanz. Die Stirn ist bläulich-grau, der Rest des Kopfes und auch die Brust sind grau. Der Schnabel ist hellbräunlich und die Iris dunkelbraun. Mönchssittiche haben einen grauen Augenring und graue Füße. Die Handschwingen sind blau und schwarz, die Unterflügel hellgrau und blassbläulich. Die Schwanzfedern zeigen oben eine blaue und grüne Zeichnung, die Unterseite ist hellgrün bis hellblau gesäumt. Männchen und Weibchen sind gleich gefärbt und äußerlich nicht zu unterscheiden. Zur sicheren Unterscheidung muss daher ein Gen- oder Bluttest herangezogen werden. 
Es gibt mehrere Unterarten, die sich nur geringfügig z. B. in der Größe unterscheiden, sowie eine blaue Farbvariante. Die Vögel der Nominatform sind durchschnittlich 29 Zentimeter groß und haben ein Gewicht von etwa 100 Gramm. Ihre Flügelspannweite beträgt etwa 48 Zentimeter. Weibchen sind zwar in der Regel 10–20 % kleiner, aber auch für die Größe gilt, das die Vögel nur durch DNA- oder Federtests zuverlässig geschlechtsspezifisch bestimmt werden können.

## Verhalten und Ernährung

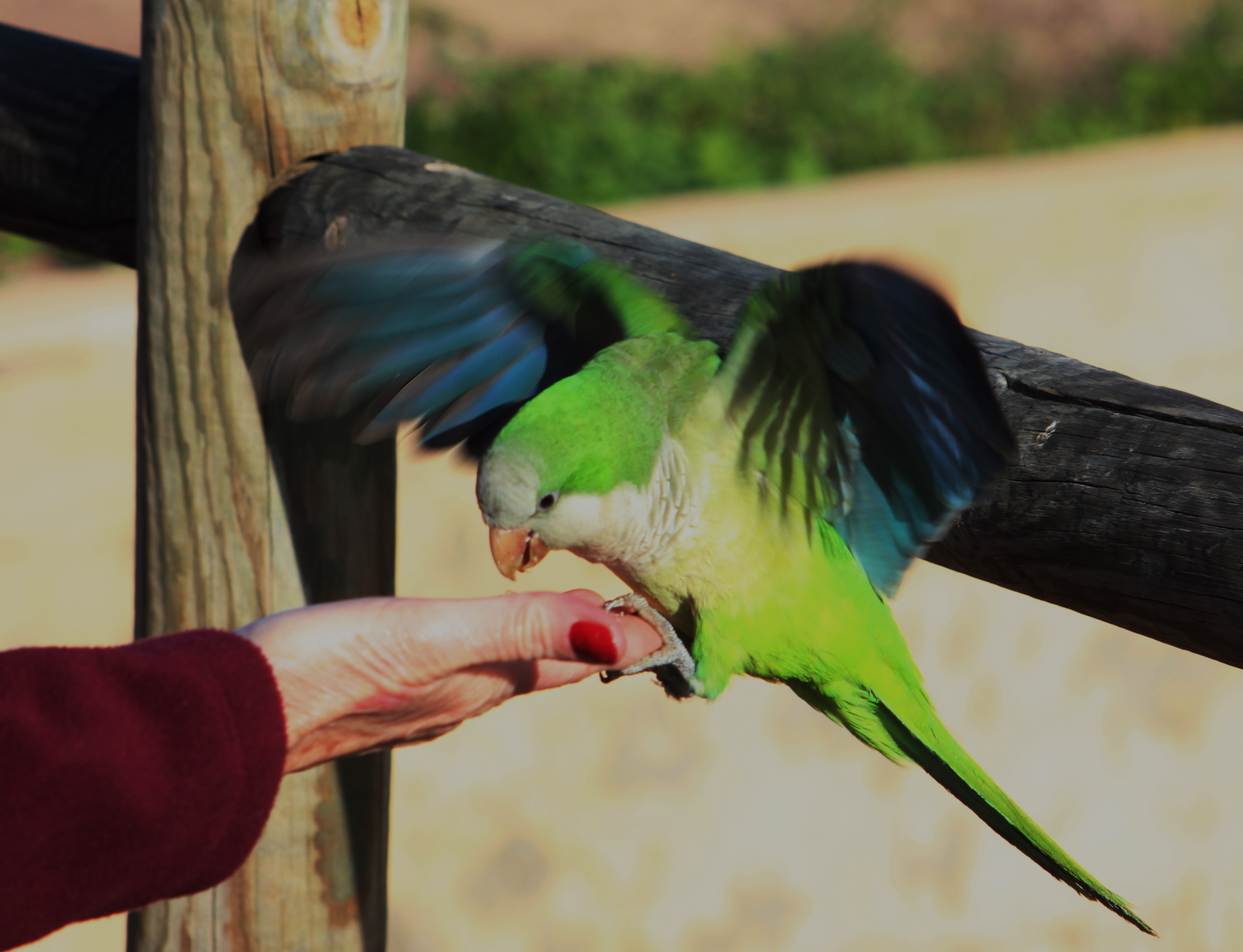
Wildvogel frisst aus der Hand auf Fuerteventura

Mönchssittiche bauen in Bäumen und Palmen große Gemeinschaftsnester. Dies ist eine Besonderheit unter den Papageienvögeln, die in der Regel Höhlenbrüter sind. Die Nester sind in „Wohnungen“ unterteilt, die jeweils von einem Paar bewohnt werden. Jede „Wohnung“, besteht wiederum aus mehreren spezialisierten Kammern zum Schlafen, Brüten und Aufenthalt. Die Nester ausgeflogener Jungtiere werden in der Nähe der Altvögel gebaut. Mönchssittiche legen fünf bis sechs Eier, die sie 22 bis 23 Tage lang bebrüten. Die Jungen werden nach 42 bis 45 Tagen flügge und etwa zwei bis drei Wochen nach dem Ausfliegen selbständig.
Die Hauptnahrung des Mönchsittich besteht aus Sämereien, Blattknospen und Früchten, sowie selten erwachsene und larvale Insekten. Bevorzugt werden Distel- oder Grassamen von Korbblütler oder Süßgräser sowie Früchte von den Palmengewächsen.
Mönchssittiche verfügen wahrscheinlich über individuelle und unverwechselbare Stimmabdrücke, an denen sie sich – unabhängig vom jeweiligen Ruf – gegenseitig erkennen können.

## Unterarten
Es sind drei Unterarten bekannt:
- Myiopsitta monachus cotorra (Vieillot, 1818)[4] kommt im südlichen Bolivien, südlichen Brasilien, in Paraguay und dem nordwestlichen Argentinien vor.[5]
- Myiopsitta monachus monachus (Boddaert, 1783)[6] ist im südöstlichen Brasilien, in Uruguay und dem nordöstlichen Argentinien verbreitet
- Myiopsitta monachus calita (Jardine & Selby, 1830)[7] ist im westlichen Argentinien verbreitet.

## Etymologie und Forschungsgeschichte
Die Erstbeschreibung des Mönchssittichs erfolgte 1783 durch Pieter Boddaert unter dem Namen Psittacus monachus. Unter der Nummer 768 gab er nur Referenzen zu anderen Publikationen, ohne ein Verbreitungsgebiet zu nennen. 1854 führte Charles Lucien Jules Laurent Bonaparte die für die Wissenschaft neue Gattung Myiopsitta ein. Dieser Begriff leitet sich von dem altgriechischen Wort μυς, μυος mys, myos für „Maus“ und ψιττακη psittakē bzw. lateinisch psitta ‚Papagei‘ ab. Der Artname lateinisch monachus ‚Mönch‘ lässt sich auch von ψιττακη monachos, monos, monachoō für Mönch, alleine, einzeln machen ableiten. »Cotorra« ist ein spanischer Name für zahlreiche Papageien aus Argentinien. Ebenso ist »calita« ein lokaler argentinischer Name für die Art. Alfred Laubmann berichtet in seinem Werk Die Vögel von Paraguay von Populationen Concepción.